# Wincenty Kaŭn
Wincenty Kaŭn SJ (jap. ビセンテ･かうん Bisente Kaun; także Vincentius Caun, ur. 1579 w Hanseong, zm. 20 czerwca 1626 w Nagasaki) − koreański brat z zakonu jezuitów, błogosławiony Kościoła katolickiego, męczennik, ofiara prześladowań antykatolickich w Japonii, zamordowany z nienawiści do wiary (łac) odium fidei.

## Życiorys
Po okresie wzmożonej działalności misyjnej Kościoła katolickiego, gdy w 1613 roku siogun Hidetada Tokugawa wydał dekret, na mocy którego zakazano praktykowania i nauki religii, a pod groźbą utraty życia wszyscy misjonarze mieli opuścić Japonię, rozpoczęły się trwające kilka dziesięcioleci krwawe prześladowania chrześcijan. Grupa jezuitów do której należał Wincenty Kaŭn padła ofiarą eskalacji prześladowań zainicjowanych przez sioguna Iemitsu Tokugawę.
Wincenty Kaŭn urodził się w zamożnej rodzinie mieszkającej w stolicy Korei Hanseong (współcześnie Seul). W 1591 roku dostał się do niewoli i jako jeniec kapitana Augustyna Tsunokami trafił do Japonii i tam oddany na wychowanie jezuitom. Chrzest przyjął w 1592 roku z rąk ojca Piotra da Morecon. Przez następne lata pobierał nauki w jezuickiej szkole misyjnej w Arima (pod Kobe) i został katechetą. Towarzyszył o. Zoli w drodze do Korei gdzie mieli zakładać misję. Okrężna droga przez Chiny, którą rozpoczął w 1612 roku zawiodła go do Pekinu i tam przyswoił sobie język chiński w mowie i piśmie, ale do celu podróży nie dotarł. Z o. Zoli przez Makau powrócili do Japonii i współpracowali w ewangelizacji do aresztowania. Realizując powołanie dzięki znajomości chińskiego, japońskiego i koreańskiego przyczynił się do skuteczności działania misji ewangelizacyjnej jezuitów w 
Azji. Razem uwięziono ich w więzieniu na terenie miasta Shimabara.
Dzięki nadzwyczajnym uprawnieniom współwięzionego ojca prowincjała Franciszka Pacheco uczestniczący w utworzonej przez niego wspólnocie modlitewnej wierni, którzy ubiegali się o przyjęcie do Towarzystwa Jezusowego zostali braćmi zakonnymi. W tej grupie znalazł się Wincenty Kaŭn.
17 czerwca 1626 roku grupa więzionych dołączyła w Nagasaki do innych zakonników i 20 czerwca wszystkich żywcem spalono na podmiejskim wzgórzu.
7 lipca 1867 papież Pius IX beatyfikował Alfonsa z Navarrete i 204 towarzyszy wraz z męczennikami Towarzystwa Jezusowego, zabitymi za wyznawanie wiary w krajach misyjnych, wśród których był Wincenty Kaŭn. Grupa jezuitów zamordowanych tego dnia określani są jako Franciszek Pacheco i towarzysze.
Dies natalis jest dniem, kiedy w Kościele katolickim obchodzone jest wspomnienie liturgiczne błogosławionego.